# پیتر گرشن
پیتر گرشن (به انگلیسی: Peter Gershon) (زاده ۱۰ ژانویه ۱۹۴۷) کارآفرین، بازرگان و مدیر ارشد اجرایی بریتانیایی است، که در حال حاضر به‌عنوان رییس هیئت مدیره شرکت‌های تیت اند لایل و نشنال گرید فعالیت می‌کند.